# Jung Gar
Jung Gar (chữ Hán giản thể: 准格尔旗, âm Hán Việt: Chuẩn Cách Nhĩ kỳ) là một kỳ thuộc địa cấp thị Ordos, Khu tự trị Nội Mông, Cộng hòa Nhân dân Trung Hoa. Kỳ này có diện tích 7692 km², dân số năm 1999 là 263.092 người, trong đó có hơn 100.000 người Hán. Chính quyền của kỳ này đóng ở trấn Tiết Gia Loan. Mã số bưu chính là 010300. Kỳ này có tài nguyên khí thiên nhiên và dầu mỏ và than đá. 